# Medalha Colonial
A Medalha Colonial (em francês:  Médaille coloniale) é uma condecoração militar francesa criada pelo artigo 75 da lei das finanças de 26 de julho de 1893 para recompensar “os serviços militares nas colônias, resultantes da participação em operações de guerra, numa colônia ou num país protetorado”. Não é mais concedida. Um decreto de 6 de junho de 1962 alterou o nome “colonial” para “ultramar”.

## História
Instituído pelo artigo 75 da lei das finanças de 26 de julho de 1893, o decreto de execução, de 6 de março de 1894, enumera as operações militares realizadas pela França nas suas colônias ou protetorados (Argélia - Marrocos - Cochinchina - Côte d'Or – Ilhas Marquesas – Nossi-Bé – Nova Caledônia – Senegal e Sudão – Ilhas da Sociedade – Tunísia) qualificadas para esta condecoração. O alcance do decreto tem um amplo efeito retroativo, uma vez que as primeiras operações tidas em conta para a atribuição da Medalha Colonial datam de 1827, ou seja, logo no início da conquista da Argélia. É sistematicamente atribuído uma barra que relembra o território da operação militar.
A lei de 27 de março de 1914 acrescenta a possibilidade de recebimento da Medalha Colonial sem barra para os graduados e suboficiais que tenham dez anos de serviço efetivo e para os oficiais que tenham quinze anos de serviço efetivo, que tenham servido em atividade e com distinção durante pelo menos seis anos nos territórios do sul da Argélia e da Tunísia, em colônias ou países protetorados que não sejam Reunião, Índia Francesa, São Pedro e Miquelon e as possessões francesas no Pacífico e nas Antilhas. O decreto de implementação de 5 de outubro de 1920 especifica que o titular da Medalha Colonial com barra não pode reivindicar a Medalha Colonial sem barra e que o titular da Medalha Colonial sem barra que receber uma barra a usaria na fita da Medalha Colonial que já detém.
Desde a sua criação, muitos outros textos regulamentares modificaram ou complementaram os territórios que dão direito à atribuição desta medalha. O decreto de 6 de junho de 1962 substituiu esta condecoração, renomeando-a Medalha do Ultramar.

## Medalha

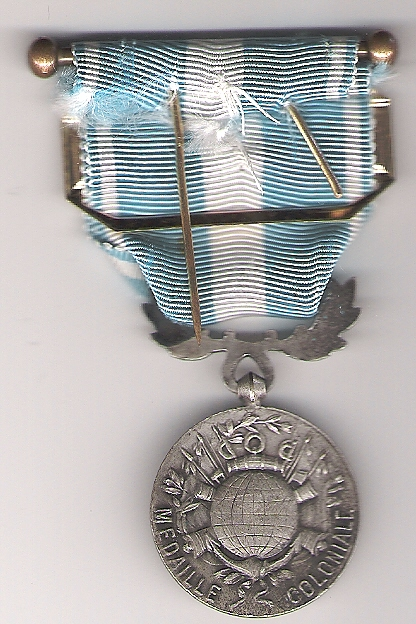
Reverso

O artigo 4º do decreto de 6 de março de 1894 estabelece as características da medalha. A ficha de 30mm de diâmetro é feita de prata. No anverso há a efígie da República, com Marianne usando um capacete com uma coroa de folhas e a epígrafe "République française" (República Francesa). No reverso, um mapa-múndi ocupa o campo central, colocado numa âncora ao lado de um troféu de armas. A fita, na qual podem ser posicionados as barras, possui listras verticais brancas e azuis. Sua largura pode variar de 35 a 37mm.
O desenho da medalha é atribuído ao capitão de fragata Marie-Nicolas Saulnier de La Pinelais. A sua fabricação teve a particularidade de ser realizada pela administração da Casa da Moeda de Paris e por uma empresa privada que se encarregou de fabricar o encaixe, a fiança de folhagem e as barras com clipes dobráveis dentados. Os conjuntos deveriam ser entregues completos aos Ministérios da Marinha e da Guerra. A fita, o espeto de montagem e a montagem também foram incluídos no conteúdo da entrega.
Os dois ministérios ficaram então responsáveis pela entrega gratuita das medalhas aos beneficiários, com algum atraso por não estarem imediatamente disponíveis. Apenas os diplomas que sempre acompanham a atribuição da Medalha foram emitidos dentro do prazo. O monopólio da Casa da Moeda de Paris e a complexidade da sua administração levaram, portanto, ao apogeu do mercado privado, obrigando a administração a autorizar a fabricação de modelos "paralelos" desde que respeitassem as regras impostas. Apesar de tudo, certos modelos chamados "marginais" apareceram.
Foi em 1913 que a Casa da Moeda de Paris decidiu assumir total responsabilidade pela fabricação da Medalha Colonial. Este segundo tipo oficial vê sua moeda redesenhada e gravada por G. Lindauer. A assinatura de Georges Lemaire aparece vazia, enquanto no primeiro tipo oficial estava em relevo. A fiança da folhagem torna-se unilateral e o encaixe é formado por dois cones truncados. Durante muito pouco tempo, os clipes dobráveis serão arredondados em vez de entalhados. Muitos fabricantes privados também serão contratados.

## Barras
1. África Ocidental
2. África Ocidental Francesa
3. Madagáscar
4. Congo
5. Senegal e Sudão
6. África Equatorial Francesa
7. África

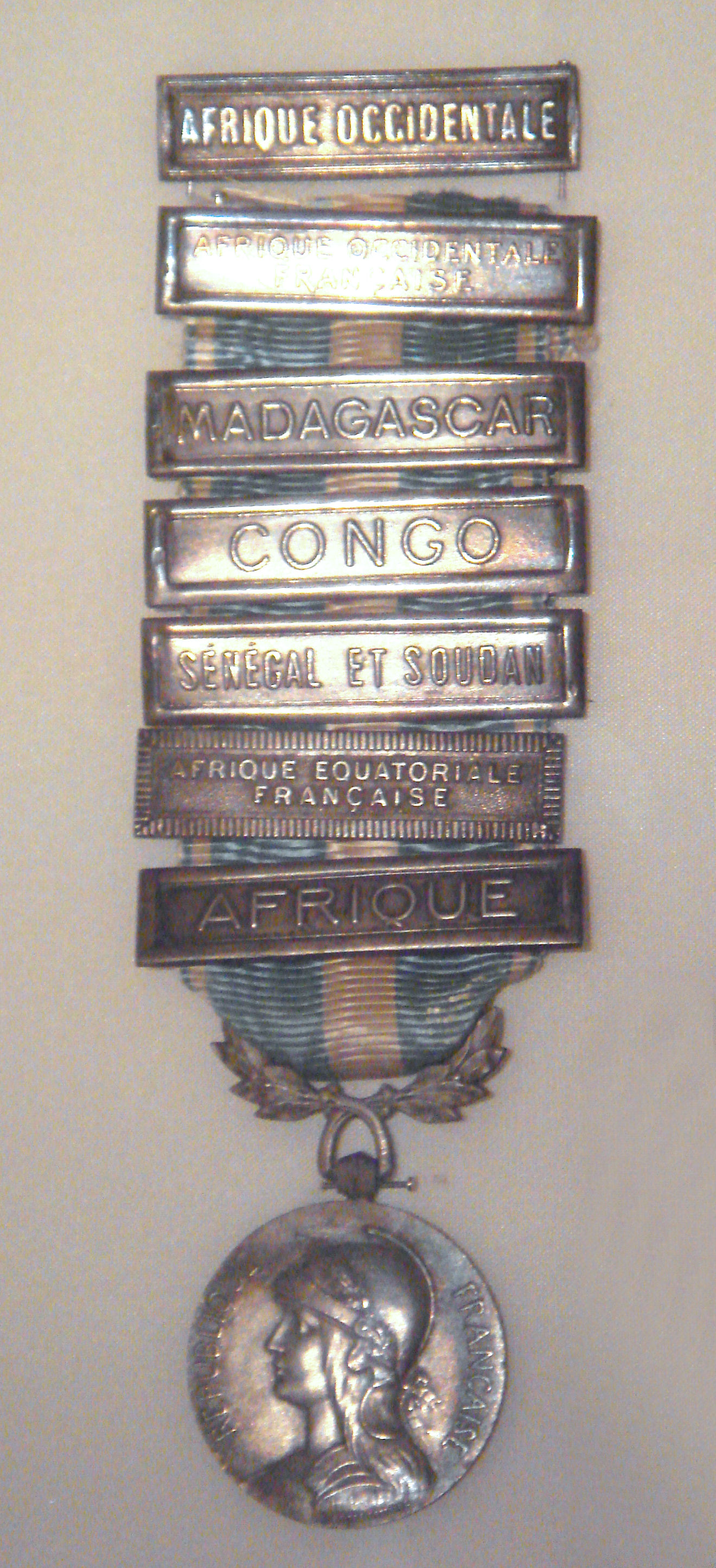
Medalha colonial com barras:

Apesar dos diferentes tipos de fabricação, a medalha colonial é do mesmo modelo qualquer que seja a campanha pela qual é concedida. Só a barra que acompanha a fita permite identificar a campanha que deu origem ao direito ao uso da medalha. Excluindo atribuição “sem barra”.
Se a fabricação de moedas era originalmente um monopólio da Casa da Moeda de Paris, a de barras não era exclusiva. Os fabricantes privados ofereciam barras básicas, mas também criavam novas sob demanda. Apenas as marcas afixadas nas barras permitem a sua datação e a identificação dos seus fabricantes.
Além dos 54 modelos oficiais, foram identificados 119 barras com títulos diferentes. Este número, multiplicado sucessivamente pelo número de fabricantes (todos os períodos combinados) e pela quantidade produzida por cada um, dá-nos várias centenas de variedades e quase dois milhões de exemplares de barras produzidas pelo Estado ou pelo setor privado.
Quatro barras especiais, feitas por ocasião de missões importantes, merecem atenção. Estes são as "Do Atlântico ao Mar Vermelho" pela longa e perigosa missão do Comandante Marchand, "Missão saariana" do Comandante Lamy, "Centro-africano" da missão Gentil e "Gabão-Congo" para as missões de exploração na África Ocidental lideradas por Savorgnan de Brazza. Mas para além do objeto, é no mito destas grandes explorações, realizadas com meios improvisados e através de imensos territórios desconhecidos e perigosos, que reside (além da sua raridade), o interesse destes belíssimos fechos, geralmente em ouro ou prata.
Barras oficiais:
Campanhas anteriores à Terceira República:
- ALGÉRIE
- SÉNÉGAL ET SOUDAN
- ÎLES MARQUISES
- ÎLES DE LA SOCIÉTÉ
- NOSSI-BÉ
- CÔTE D’OR
- NOUVELLE-CALÉDONIE
- COCHINCHINE
- MADAGASCAR

Campanhas da Terceira República:
- TUNISIE
- TONKIN
- COMORES
- CÔTE D’IVOIRE
- GUYANE
- CONGO
- LAOS ET MÉKONG
- DAHOMEY
- HAUT MÉKONG
- DE L’ATLANTIQUE À LA MER ROUGE
- SAHARA
- MISSION SAHARIENNE
- AFRIQUE OCCIDENTALE FRANÇAISE
- CENTRE AFRICAIN
- TCHAD
- AFRIQUE
- GABON CONGO
- ASIE
- GUINÉE FRANÇAISE
- MAURITANIE
- ADRAR
- AFRIQUE ÉQUATORIALE FRANÇAISE
- MAROC
- MAROC 1925
- MAROC 1925-1926
- CÔTE DES SOMALIS
- INDOCHINE

França de Vichy:
- AFRIQUE OCCIDENTALE FRANÇAISE (DAKAR)
- INDOCHINE (THAÏLANDE 1940)
- CÔTE DES SOMALIS
- CÔTE DES SOMALIS 1940-1941

França Livre e Quarta República:
- ÉRYTHRÉE
- LIBYE
- KOUFRA
- FEZZAN
- ÉTHIOPIE
- BIR HACHEIM 1942
- SOMALIE
- FEZZAN – TRIPOLITAINE
- AFRIQUE FRANÇAISE LIBRE
- BIR HAKEIM
- TRIPOLITAINE
- TUNISIE 1942 – 1943
- EXTRÊME-ORIENT
- MADAGASCAR

## Agraciados notáveis
- Hubert Amyot d'Inville
- Marcel Éric Audemard d'Alançon
- René Babonneau
- Marcel Bigeard
- Anton Docher
- Raoul Duault
- Romain Gary
- Jean Gilles
- Louis de Grandmaison
- Jacques Massu
- Pierre Messmer
- Charles Monier
- Henri Mordacq
- Henri Rieunier
- Saïd Slimani
- Paul Térade